# Mayumi Watanabe de Souza Lima

## Primeiros anos
Aos quatro anos muda-se com sua família para o Brasil em 1938 por razões de perseguição ideológica; vivem dois anos numas fazenda e em março de 1940 se estabelecem em São Paulo. No ano de 1956 é naturalizada Brasileira e ingressa na Faculdade de Arquitetura e Urbanismo da Universidade de São Paulo, obtendo seu título no ano 1960. Em seus anos na Universidade torna-se diretora de publicações do Grêmio da Faculdade e responsável pela revista Estudos, entre os anos de 1956 e o 1957. Durante esta época faz o curso de extensão universitária "Introdução às ciências sociais" na Escola de Sociologia e Política de São Paulo. Nestes anos também conhece Sérgio Souza Lima, com quem se casa em 1961, um ano após ter concluído sua carreira universitária. durante seus últimos anos de estudos e inícios de sua  carreira profissional (1958-1961), realiza estágio profissional com Joaquim Guedes, Lina Bo Bardi e Joao Batista Vilanova Artigas, quem a orienta a seguir sua formação cursando mestrado na Universidade de Brasília nas áreas de História e Filosofia da Educação, o que influiu fortemente em sua obra arquitetônica e em seu ideário.
Suas ideias sobre a relação da criança com o espaço e a educação ilustram-se em seus livros. Neles debate sobre aspectos que considera essenciais nos projetos de escolas:  o esquema espacial como tentativa de construir uma relação de iguais dentro das instituições;  o sentido de pertencimento através das marcas e características que as pessoas deixam no espaço e a  a percepção do espaço objetivo-subjetivo; a apropriação dos espaços por parte das crianças, além de deixar espaço desenhado para estimular a curiosidade e a imaginação infantil, mas o suficientemente incompleto para a apropriação e transformação deste espaço através de sua própria ação.

## Trajetória
Em seu trabalho profissional, desenvolve uma série de projetos de escolas públicas para o país chegando a construir algumas delas. Sua intervenção no área da educação se consolidou em projetos arquitetônicos, de mobiliário educativo e restauro de colégios. Ao longo de seus mais de 30 anos de trabalho junto a educadores, administradores de ensino básico, de jardins de infância,  desenvolvendo uma profunda reflexão teórica sobre os espaços educativos destinados às crianças no interior da sociedade Brasileira, sua produção intelectual aparece em dois livros chamados “Espaços educativos, uso e construção (Brasília, MEC/CEDATE, 1986) e A Cidade e a Criança (São Paulo, Nobel, 1989).
Trabalha com o arquiteto  João Filgueiras Lima, Lelé,  diretor executivo de Centro de Planejamento da UnB, com quem projeta e constrói com componentes prefabricados, a Unidade de Vizinhança de São Miguel, um edifício para 10.000 habitantes em Brasília. Este foi o projeto com que Watanabe conclui seus estudos de mestrado em arquitetura sob a orientação de Lelé.
Em 1963 Watanabe viaja a Havana para o VII Congresso Internacional de Arquitetos (UIA) como membro da comissão avaliadora do Simpósio de Ensino da Arquitetura e junto a uma delegação de cem arquitetos do Brasil. Tem oportunidade de conhecer a experiência cubana em políticas públicas sobre educação, fato que marca uma notável influência sobre os educadores brasileiros. Em 1964, depois do golpe militar, começa uma perseguição política dos professores nas universidades; neste contexto Watanabe e Souza Lima regressam a São Paulo em 1965.
A partir de então Watanabe orienta sua carreira ao trabalho em organismos e programas públicos relacionados com a educação. Desde 1965 trabalha como diretora de planejamento do Fundo Estatal de Construções Escolares. Entre o 68 e o 70 trabalha no Centro de Estudos e Investigação da Administração Municipal. A partir de 1969 participa na cooperativa de arquitetos Educação, Assessoria e Planejamento. Do 70 ao 75 é Superintendente de Arquitetura e trabalha na Organização para o Programa de Expansão e Melhora do Ensino, unido ao governo federal. Desenvolve programas e projetos para todo o Brasil e colabora na criação do Centro Brasileiro de Construções Escolares.
As atividades de Watanabe em organismos públicos responsáveis pela produção de edifícios escolares, estão sempre unidas à elaboração de metodologias que cobrem todas as etapas de planejamento e projeto. Insiste com tenacidade na clareza dos métodos de trabalho. Critica a distribuição do equipamento público no território, sobre o que reclama um processo de planejamento baseado em diagnósticos e estudos com claros critérios sobre as demandas locais. Examina leis existentes e defende a reserva de terrenos para equipamentos públicos como uma prerrogativa do estado para garantir a qualidade e localização adequada dos mesmos. Na elaboração de modelos de projeto para escolas públicas, questiona os procedimentos de avaliação de custos sobre regulares de materiais e terminações, onde assinala a necessidade de incorporar o valor da manutenção e a qualidade dos mesmos.
Foi colaboradora de Lina Bo Bardi na coordenação das obras de Museu de Arte de São Paulo.
Na experiência nestes âmbitos de governo Watanabe enfrenta diversas limitações da burocracia existente na administração pública. Procura então alternativas para a criação de novas formas de atuação dentro da estrutura de governo. Propõe e consegue autorização para o desenvolvimento de experiências de participação cidadã em vários projetos piloto. A expansão da escola John Köpke (São Paulo, 1976 a 1978) e a construção de duas escolas públicas com a participação da população: Fortaleza e Jardim Bairro da Varginha (São Paulo; 1983-1984). Mais tarde, entre o 89 e o 92 Watanabe dirige e coordena Centro de Desenvolvimento de Equipamentos Urbanos e da Comunidade durante a administração de Luiza Erundina na cidade de São Paulo. Com o Cedec desenvolve uma investigação sobre a produção de equipamento urbano, o centro conta com uma fábrica de componentes prefabricados de betão para a construção de mobiliário urbano e edifícios públicos. Watanabe realiza no Cedec um trabalho inédito de formação para a cidadania que inclui atividades informativas e de divulgação com reuniões de participação comunitária nos lugares onde se realizam obras públicas.
Era filiada ao Partido Comunista Brasileiro e teve importante papel na discussão sobre a atuação profissional dos arquitetos a partir da crítica ao modo de produção capitalista. Colocava seus alunos em contato com as favelas no primeiro ano de estudo, buscando a politização dos estudantes.
Seu trabalho foca-se fundamentalmente na relação do espaço e o habitante. Tenta ensinar aos usuários de escolas a ler de maneira crítica o espaço: entender como se constrói, o conceber como reflexo da organização da sociedade e se perceber a si mesmos como indivíduos. Seu objetivo é a formação de cidadãos com consciência crítica para a participação ativa na realização do espaço da democracia. O conhecimento como capacidade para transformar o espaço e recriá-lo.
Na academia Watanabe na década do 60 integra-se à Faculdade de arquitectura de Brasília onde  aprofunda seus estudos em sociologia e urbanismo e inicia sua carreira docente como professora assistente entre o 63 e o 65 em várias matérias.

## Obras
- Espaços educativos; uso e construção (1986),
- A Cidade e a Criança. Col: Coleção Cidade aberta. São Paulo, SP: Nobel. 1989. OCLC 949332491
- de Souza Lima, Sergio (1995). Arquitetura e educação. São Paulo, SP: Studio Nobel. OCLC 948083596
- «ESCOLHA DE MATERIAL TÉCNICO E SISTEMAS CONSTRUTIVOS DESTINADOS À PRODUÇÃO DE HABITAÇÃO POPULAR E DE CONDIÇÕES DE HABITABILIDADE» (pdf). Pós. Revista do Programa de Pós-Graduação em Arquitetura e Urbanismo da FAUUSP. 12. 118 páginas. 20 de dezembro de 2002. ISSN 1518-9554. OCLC 6952011350. doi:10.11606/issn.2317-2762.v12i0p118-130